# Symphytum orientale
Espèce
Classification phylogénétique
La Consoude d'Orient, Consoude de Crimée ou Consoude de Tauride (Symphytum orientale) est une plante vivace de la famille des Boraginacées.
Nom russe : Окопник крымский (synonyme : Основное название)

## Description
La consoude d'Orient est une plante herbacée pouvant atteindre un mètre de haut, d'un port buissonnant.
Ses feuilles alternes, gaufrées, ovales-lancéolées, sont abondamment couvertes de poils raides.  Elles disposent d'un court pétiole et ne sont pas décurrentes.
Ses fleurs blanches ou azur, disposées en panicules corymbiformes au sommet des rameaux, fleurissent sur de mai à juin. La corolle est trois fois plus longue que le calice. Le style est très largement saillant.
Ses fruits sont composés de 4 akènes lisses et brillants.
Cette espèce compte 32 chromosomes.

## Position taxinomique
Carl von Linné a décrit une espèce à partir de deux échantillons, l'un aux fleurs bleues, l'autre aux fleurs principalement blanches. La première serait Symphytum asperum et la deuxième - décrite aussi par Augustin Pyrame de Candolle, serait la véritable consoude d'Orient.
Cette espèce est très proche de Symphytum tauricum.
Enfin, elle s'est hybridée naturellement avec Symphytum caucasicum.

## Distribution
Cette espèce est originaire d'Asie mineure et de Russie méridionale : Turquie, Caucase, Crimée.
Son habitat comprend les bordures de forêts et de rivières, en terres pauvres.
En France, on la trouve échappée de jardins d'où elle peut se naturaliser durablement (Marseille, Montpellier, etc).

## Propriétés
Comme toutes les consoudes, la plante contient des alcaloïdes toxiques pour le foie. La feuille est amère, et son amertume doit encourager à ne pas la consommer. En cas de consommation, une digestion difficile et une légère fièvre avec mal de tête peut survenir[réf. nécessaire].